# Округа департамента Верхняя Корсика
Во французский департамент Верхняя Корсика входят три округа:
| Округ  | Оригинальное название | Кантонов    | Коммун     | Население             |
| ------ | --------------------- | ----------- | ---------- | --------------------- |
| Бастия | Bastia                | 16 кантонов | 94 коммун. | 92,640 (1999) человек |
| Кальви | Calvi                 | 4 кантонов  | 33 коммун  | 17,875 (1999) человек |
| Корте  | Corte                 | 10 кантонов | 109 коммун | 31,088 (1999) человек |

## История
- 1790: создание департамента  Корсика
- 1793: разделение Корсики на два департамента
- 1800: создание районов: Бастия, Кальви, Корте
- 1811: упразднение департамента Голо, восстановление департамента Корсика
- 1976: создание Верхней Корсики: с Бастия, Кальви, Корте

## Примечание
1. ↑  Populations légales 2016. INSEE (декабрь 2018). Дата обращения: 24 октября 2019. Архивировано 2 декабря 2020 года.